# Гротхаус, Элеонора фон
Графиня Элеонора фон Гротхаус (10 апреля 1734, замок Леденбург, Нижняя Саксония — 26 марта 1794, Ганновер) — немецкая поэтесса, писательница, коллекционер.

## Биография
Дочь генерала Эрнста Филиппа фон Гротхауса. Выросла в замке Леденбург, который принадлежал её семье с 1622 года. С детства писала стихи, интересовалась искусством и науками.
В 1759 году вышла замуж за графа Георга фон Мюнстер цу Суренбург (1721—1773), гофмаршала принца-епископства Оснабрюка. У пары родился сын, граф Эрнст Фридрих Герберт цу Мюнстер-Леденбург фон Гротхаус. После того, как ее муж умер в 1773 году, она посвятила свое время в основном воспитанию детей. В 1783 году была назначена герцогом Карлом Вильгельмом Фердинандом Брауншвейгским воспитателем его 14-летней дочери Каролины, будущей жены короля Великобритании, Ирландии и Ганновера Георга IV.
Это была трудная задача, которую она отметила в своих дневниках. Вернулась в Оснабрюк в 1791 году на короткое время, а затем переехала в Ганновер, где и умерла.

## Творчество
Автор около шестидесяти стихотворений, трёх рассказов и трёх сценических сочинений. Состояла в переписке с Юстусом Мёзером. Оставила в рукописи два буклета с рассказами в прозе, два с дневниковыми записями с 1789 по 1790 год и несколько стихов и прозы на французском языке.
Была коллекционером музыкальных сочинений известных композиторов XVIII-го века, которая считалась утерянной, пока не была заново открыта в 2015 году.